# Лодийский диалект западноломбардского языка
Лодийский диалект западноломбардского языка (Lodigiano) — диалект западноломбардского языка, распространённый в Лоди. Относится к группе юго-западных ломбардских диалектов.